# Споменик природе Извор воде у селу Ревуће
Споменик природе „Извор воде у селу Ревуће“ се налази на територији општине Подујево, на Косову и Метохији. За заштићено подручје је проглашена 1987. године, као споменик природе, на површини 117 ha.
Извор воде у селу Ревуће је споменик природе хидролошког карактера. 

## Решење - акт о оснивању
Решење о стављању под заштиту извора у селу Ревуће  бр. 02-06-286  - СО Подујево.. Службени лист САПК бр. 14/88